# Vi som aldrig sa hora
Vi som aldrig sa hora är Ronnie Sandahls debutroman. Boken kom ut våren 2007 på Wahlström & Widstrand. Under bokmässan samma år fick Sandahl Landsbygdens författarstipendium för den mörka skildringen av Falköping.